# Toei Bus
La Toei Bus (都営バス, Toei Basu) és l'empresa pública d'autobusos urbans del Departament Metropolità de Transport de Tòquio (東京都交通局, Tōkyō-to Kōtsū Kyoku). Col·loquialment, el servici també és anomenat com To-Bus (都バス, Tobasu).
L'empresa opera principalment les rutes d'autobús urbà dins dels districtes especials de Tòquio, així com també al municipi d'Ōme, a la part més occidental de la regió de Tama. Toei Bus té, de facto, el monopoli de les rutes d'autobús al centre urbà de Tòquio (l'àrea coincident amb la línia Yamanote), mentre que en altres parts de la província de Tòquio i la seua àrea metropolitana les línies d'autobús urbà són operades per una multitud de companyies, la gran majoria, privades. L'empresa també opera altres servicis d'autobús com ara charter, escolars i de barri. Tòquio és una de les dues prefectures del Japó amb servici d'autobús urbà públic, sent l'altra Autobusos Prefecturals de Nagasaki, dependent directament del govern prefectural de Nagasaki.
A data de febrer de 2022, la xarxa compren 200 línies amb una llargària total de 1.103 quilòmetres. Si hom compta les seccions compartides per varies línies com només una, la llargària total és aleshores de 779 quilòmetres. 1.467 unitats d'autobús presten servici en 1.639 parades.
Toei Bus té una mascota oficial anomenada Minkuru (みんくる), una puça antropomòrfa amb els colors d'un autobús.

## Història

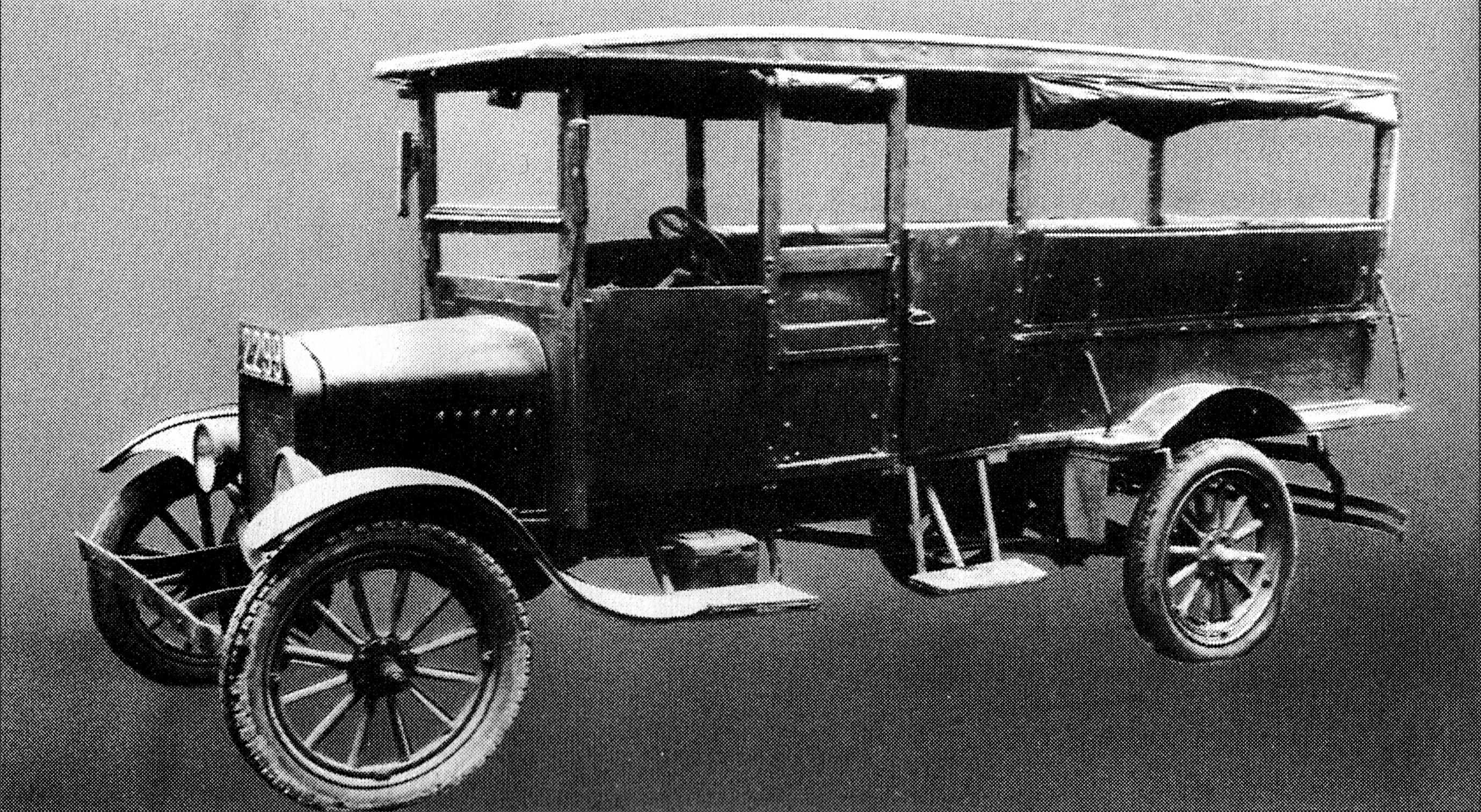
Entarō, el primer bus (1924)

Quan les línies de Tōkyō Shiden (el tramvia de Tòquio, l'actual Tramvia Metropolità de Tòquio) foren greument danyades pel gran terratrèmol de Kantō de 1923, el departament d'electricitat de Tòquio posà en marxa dues rutes d'autobús, originalment concebudes com a mesura d'emergència; aquest fet suposà l'inici de l'Autobús Municipal de Tòquio (東京市営バス, Tōkyō Shiei Bus). L'any 1942 la ciutat de Tòquio comprà fins a huit companyies rivals d'autobús (dues d'elles propietat de les aleshores companyies del metro de Tòquio) i l'any següent, el 1943, l'empresa canvià el seu nom a l'actual amb el canvi d'estatus legal de Tòquio de ciutat a metropolis.

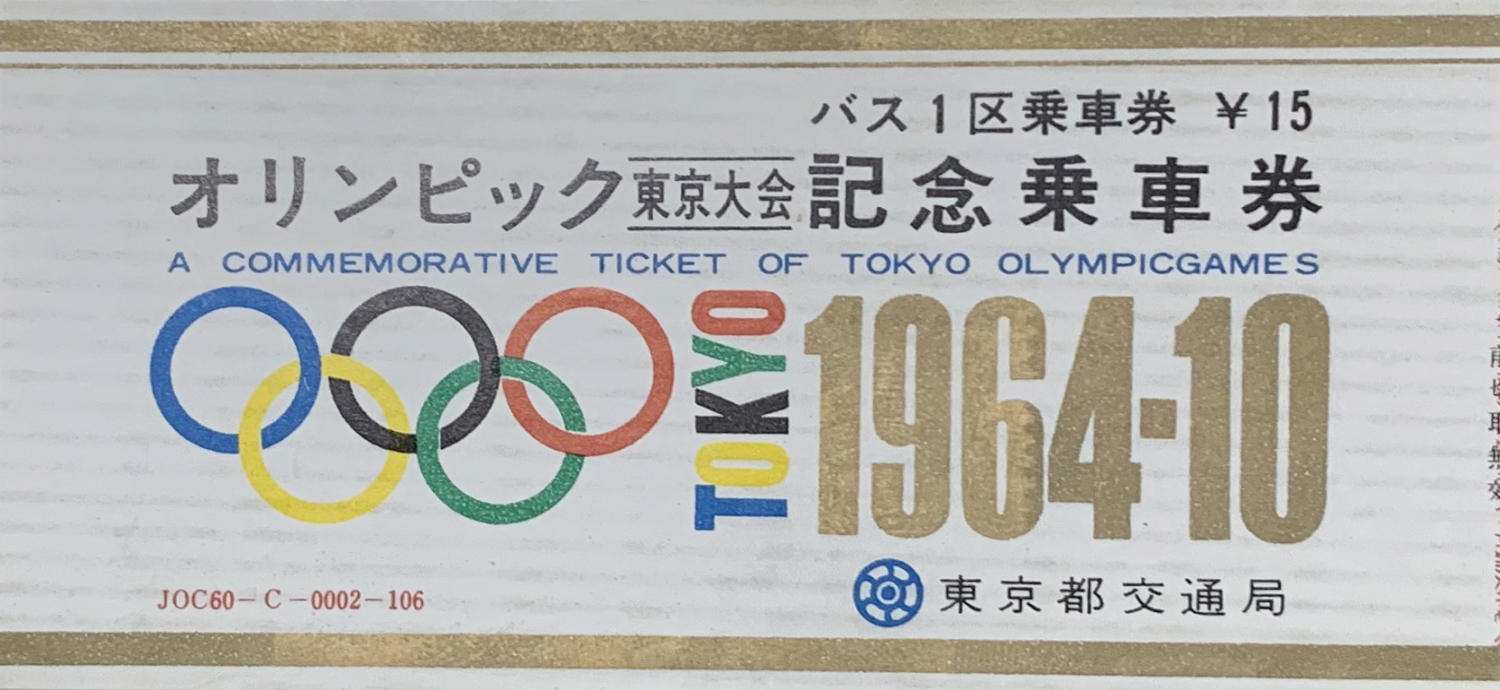
Bitllet commemoratiu de les Olimpíades de 1964 de Toei Bus

Immediatament després de la segona guerra mundial només restaven en actiu 12 línies. 400 unitats sobrants de les forces d'ocupació nord-americanes foren comprades per al restabliment de la xarxa. L'any 1948 la divisió d'autobusos turístics fou privatitzada en favor de Hato Bus (はとバス), actualment empresa líder en el sector. Durant els anys 50 Toei Bus gaudí d'una bona economia, però a partir de 1961 començà a patir pèrdues. Després de 1963, moltes línies de tramvia tancaren i els seus trajectes foren adoptats per autobusos, formant l'actual xarxa de Toei Bus. L'any 1975 el govern metropolità rescatà les línies d'autobús urbà de la ciutat d'Ōme aleshores pertanyent a la Seibu Bus, passant a estar operades per Toei.
Toei Bus tingué el seu rècord màxim de passatgers l'any fiscal 1972 amb una mitjana de 1.298.912 passatgers diaris. Amb el creixement de la xarxa de metro, el nombre de passatgers no ha deixat de baixar. L'any fiscal 2005 tingué una mitjana diària de 568.863 passatgers.